# Avril 1833

## Événements

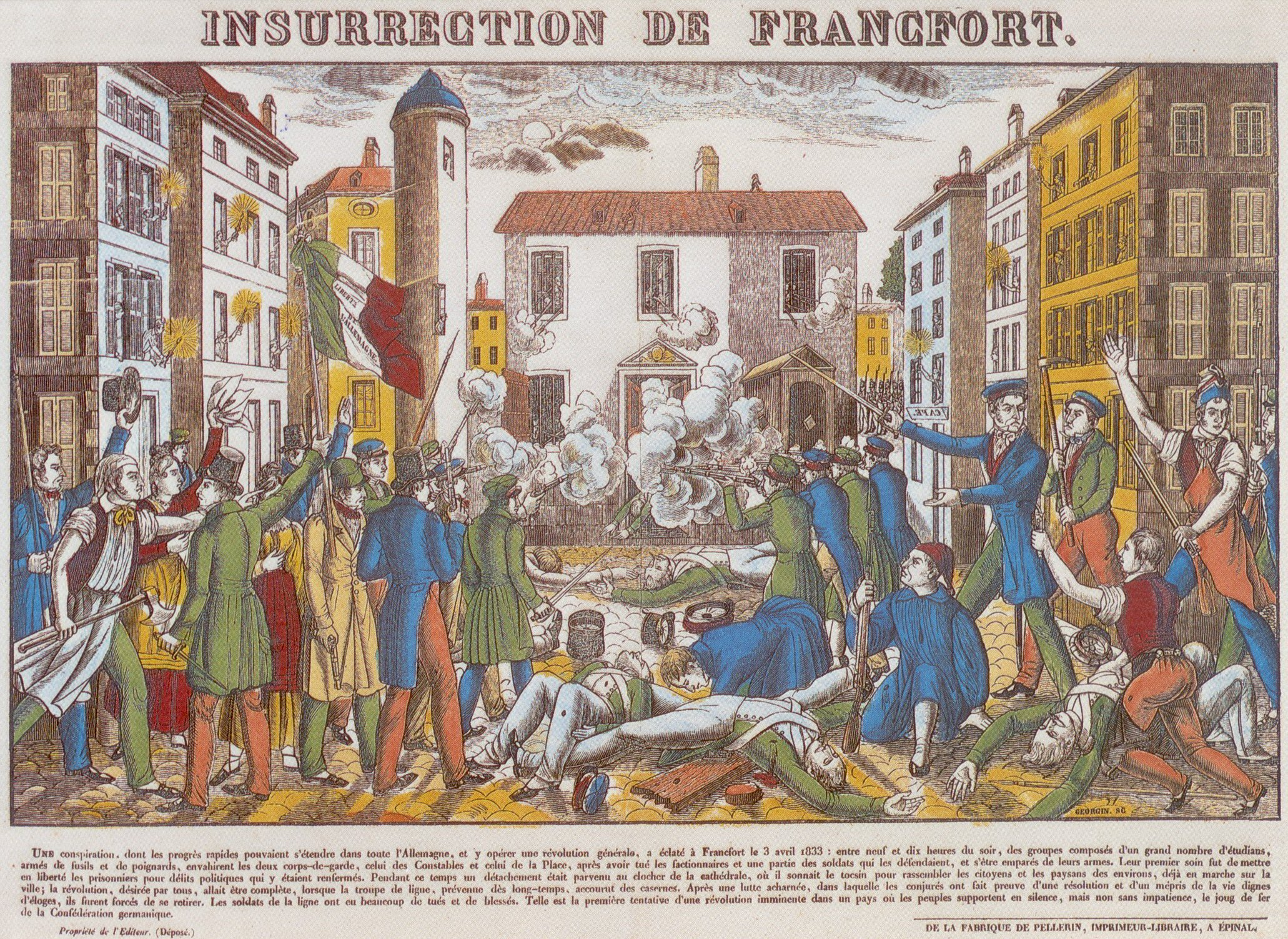
3 avril : insurrection de Francfort.

- Intervention russe dans la première guerre turco-égyptienne, à la demande du sultan Mahmoud II. Dix mille hommes débarquent sur la rive asiatique du Bosphore.

- 1er avril : le général Santa Anna devient président du Mexique. Le Mexique change 36 fois de président entre 1833 et 1855.
- 3 avril : 
  - Échec d’un soulèvement libéral contre la Diète de Francfort. Une commission de la Diète reçoit le pouvoir d’enquêter pour déjouer les activités révolutionnaires.
  - Des colons américains sécessionnistes se réunissent au Texas sous l’initiative de Stephen F. Austin pour jeter les bases d’un programme dont le but est d’obtenir l’indépendance du Texas. La Constitution prévue s’inspire de celle des États-Unis.
- 8 avril : la Grande-Bretagne et France imposent au sultan la convention de Koutayeh par laquelle Méhémet Ali obtient le pachalik d’Égypte à titre héréditaire et la Syrie, conquise en 1832 par son fils Ibrahim, à titre viager.
- 20 avril, France : la commission des écoles de Bienne nomme Sottin de La Coindière instituteur.
- 24 avril, France : lois relatives au statut des anciennes colonies de la Martinique, de la Guadeloupe, de l’île Bourbon et de la Guyane  (Loi sur le régime législatif et loi sur l'exercice des droits civils et politiques dans les colonies).
- 25 avril, France : clôture de la session parlementaire de 1832.
- 26 avril, France : 
  - Loi relative à la concession d’un embranchement sur la ligne de chemin de fer d’Andrézieux à Roanne : pour la première fois, l’État porte à 99 ans la durée de la concession et plafonne les tarifs du concessionnaire[1].
  - Ouverture de la session parlementaire de 1833.

## Naissances
- 15 avril : Maurice Lœwy (mort en 1907), astronome français.
- 23 avril : Antoine Vollon, peintre français († 27 août 1900).
- 30 avril : Benedykt Dybowski, zoologiste polonais († 31 janvier 1930).

## Décès
- 12 avril : Polydore Roux (né en 1792), peintre et naturaliste français.
- 22 avril : Richard Trevithick (né en 1771), ingénieur et inventeur. Il a travaillé sur les machines à vapeur.